# Représentant en mission
Pour les articles homonymes, voir Représentant.

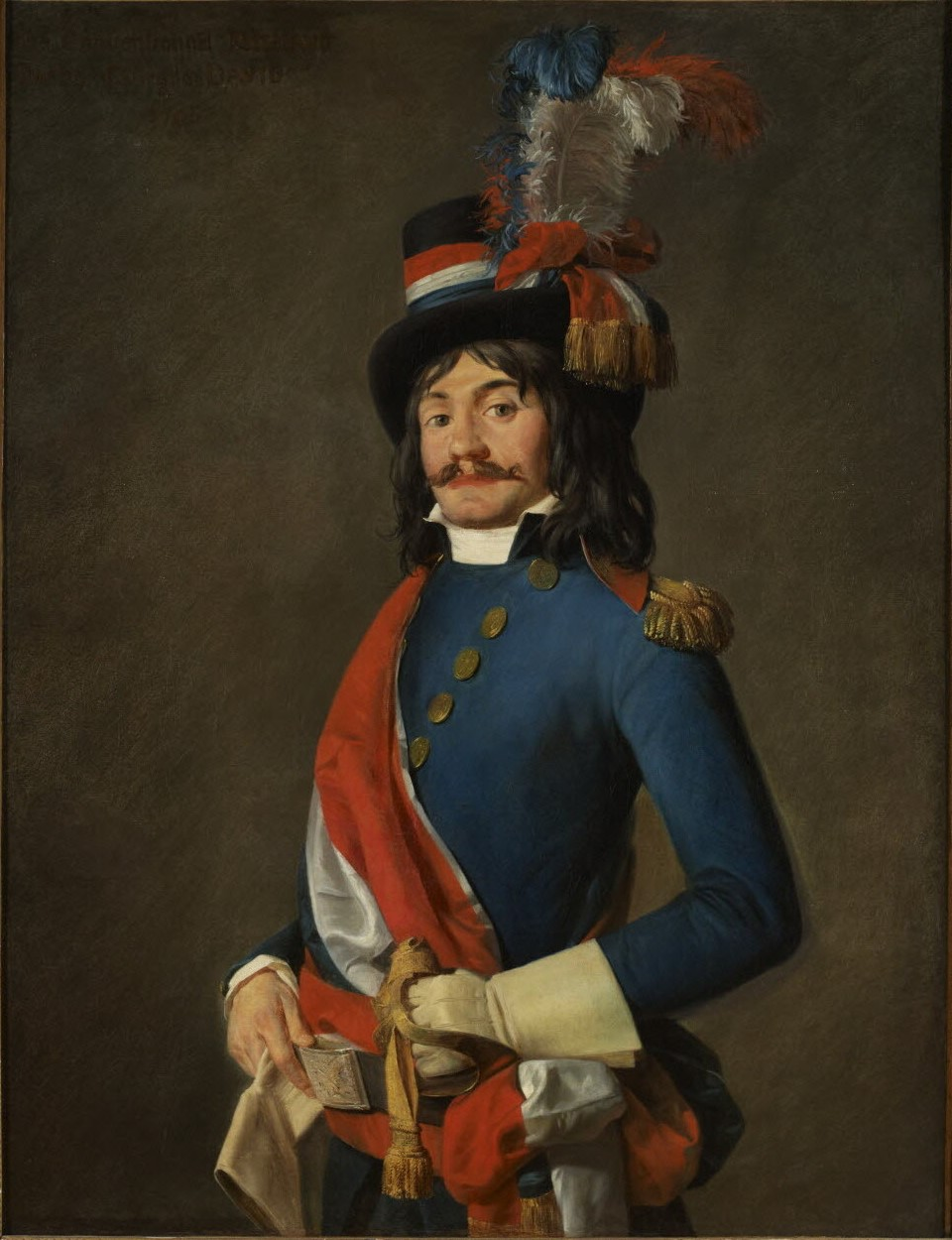
Un représentant en mission, École française, huile sur toile, 1793, musée de la Révolution française. Cette peinture a longtemps été identifiée comme un portrait de Jean-Baptiste Milhaud attribué à David. Elle est aujourd'hui sans attribution certaine.

Pendant la Révolution française, un représentant en mission, ou commissaire politique, était un envoyé extraordinaire de l'Assemblée législative. Il s'agissait le plus souvent de députés désignés par la Convention pour veiller au maintien de l'ordre et à l'application des lois dans les départements et dans les armées. Si de tels inspecteurs existaient déjà sous l'Ancien Régime, les représentants sont employés de façon systématique pendant la Terreur et sont dotés de tous les pouvoirs.

## Personnalités
Les représentants en mission notables sous la Révolution française : Joseph Fouché, Louis-Marie Stanislas Fréron, Jean-Lambert Tallien, Jean-Baptiste Carrier, Georges Frédéric Dentzel, Étienne Christophe Maignet, Jean-Marie Collot d'Herbois, Georges Couthon, Louis Antoine de Saint-Just, Philippe-François-Joseph Le Bas, André Dumont, René Levasseur, Antoine Louis Albitte, Joseph Le Bon, Jean-Adam Pflieger, l'aîné, Claude Javogues,Alexandre de Châteauneuf-Randon ,etc.
- voir aussi Catégorie:Représentant en mission